# Orton (Alberta)
Pour les articles homonymes, voir Orton.
Orton est un hameau (hamlet) de Willow Creek No 26, situé dans la province canadienne d'Alberta.

## Démographie
En tant que localité désignée dans le recensement de 2011, Orton a une population de 122 habitants dans 38 de ses 40 logements, soit une variation de 5.2% par rapport à la population de 2006. Avec une superficie de 1,484 6 km2, le hameau possède une densité de population de 82,177 0 hab/km2 en 2011.
Concernant le recensement de 2006, Orton abritait 116 habitants dans 34 de ses 34 logements. Avec une superficie de 1,484 6 km2, le hameau possédait une densité de population de 78,1 hab/km2 en 2006.